# Орябок американський
Орябок американський (Bonasa umbellus) — вид куроподібних птахів родини фазанових (Phasianidae). Мешкає в Північній Америці. Це єдиний представник монотипового роду Боназа (Bonasa). Виділяють низку підвидів.

## Опис

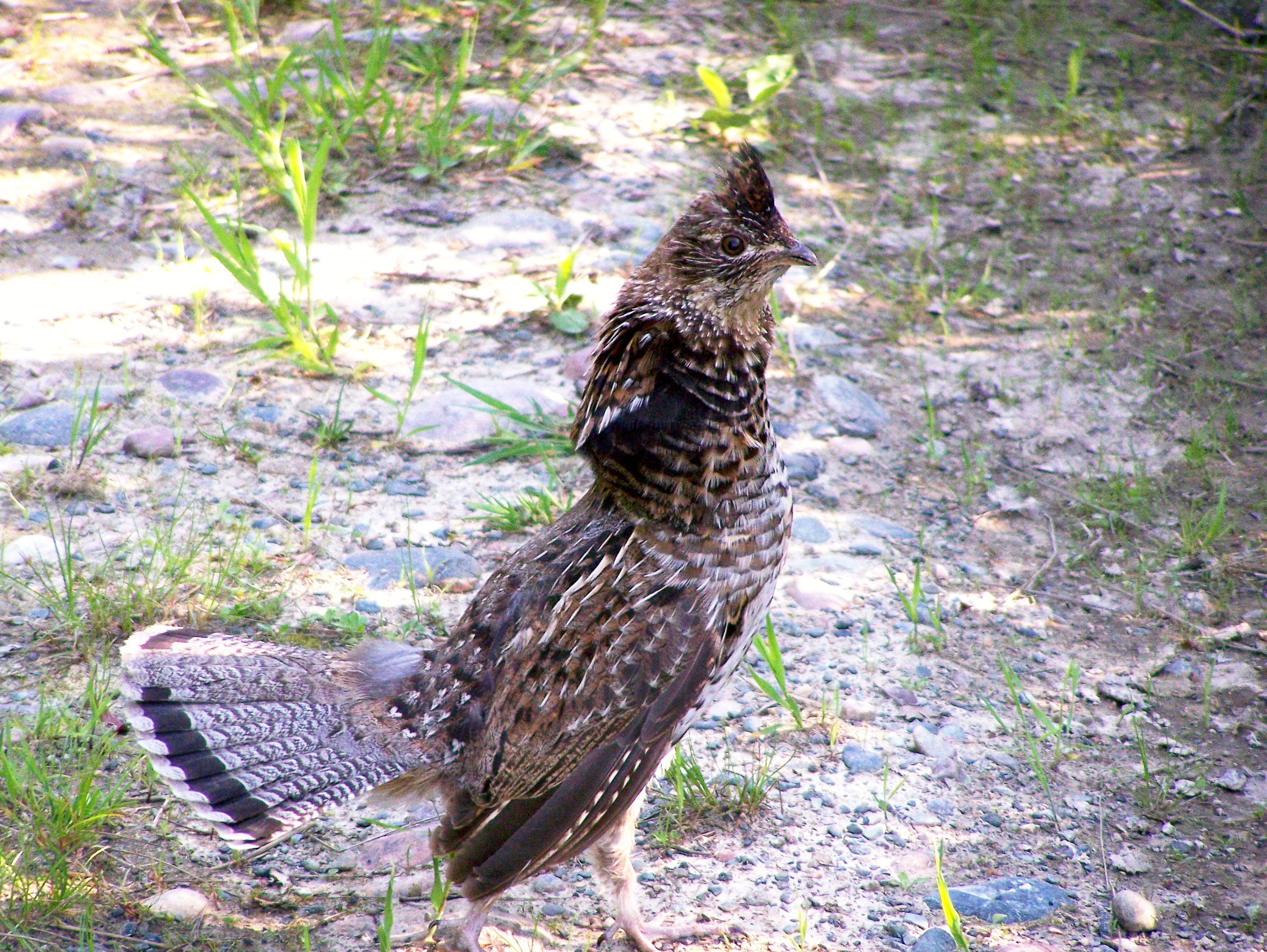
Американський орябок сірої морфи

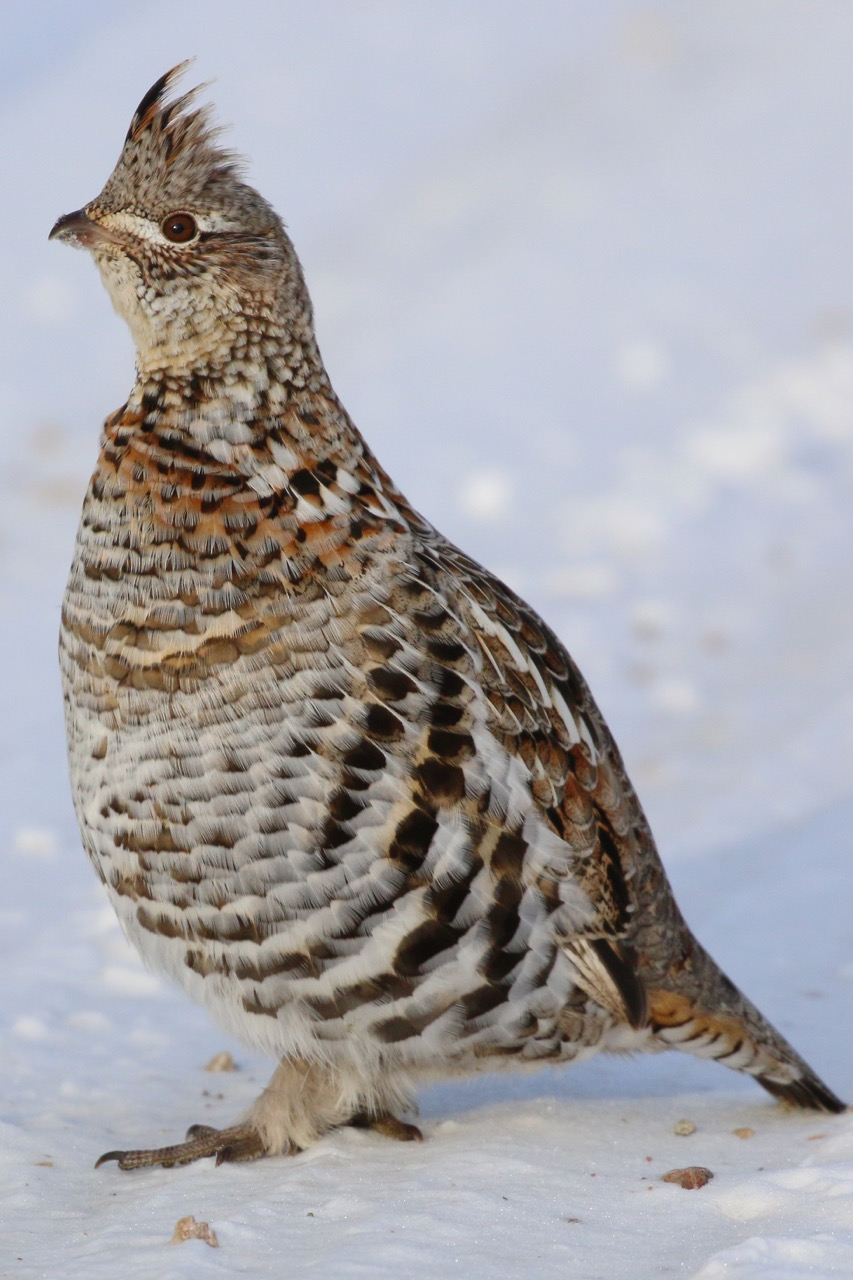
Американський орябок

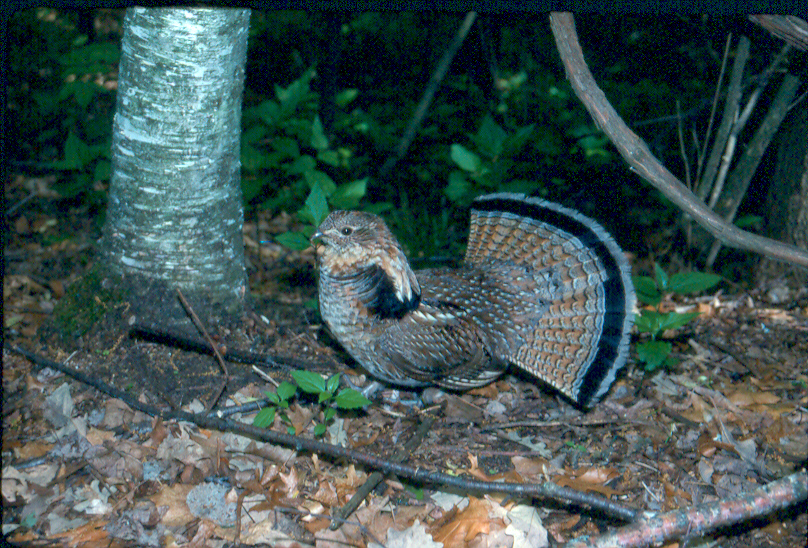
Самець американського орябка з розправленим хвостом

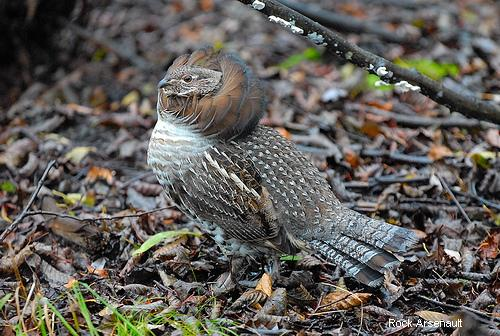
Самець американського орябка з розпушеним коміром

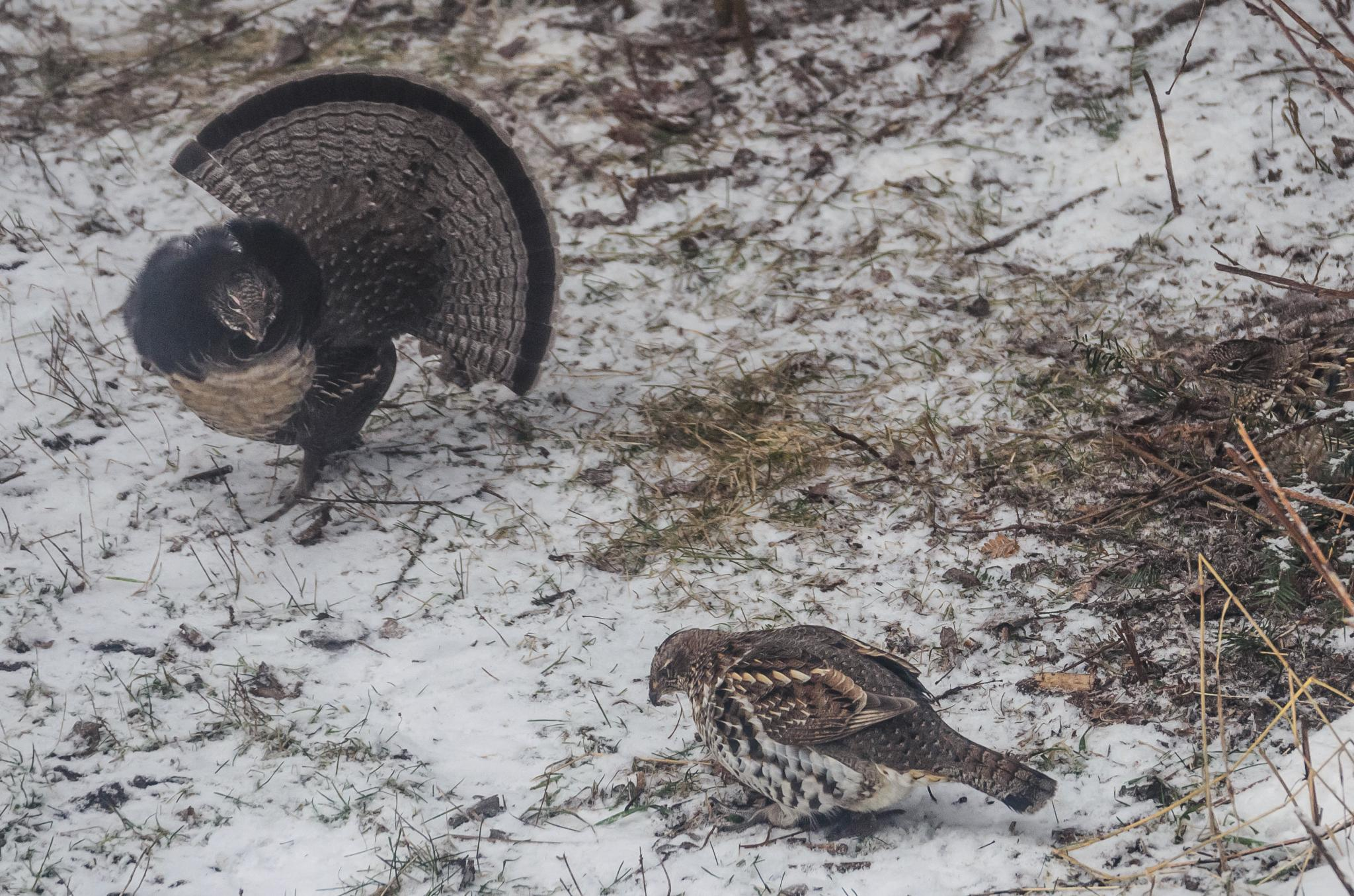
Пара американських орябків

Довжина птаха становить 40-50 см, розмах крил 50–64 см. Самиці є дещо меншими за самців. Довжина крила у самців становить 17,1-19,6, у самиць 16,5-19 см, довжина хвоста у самців становить 12,9-17,4 см, у самиць 12-15,9 см, довжина дзьоба у самців становить 24-31 мм, у самиць 23,5-29,3 мм. Вага птаха коливається протягом року. Найбільшої маси американські орябки набирають у листопаді, тоді самці важать в середньому 660 г, а самиці 585 г. Мінімальної ваги самці досягають незадовго до початку сезону розмноження, а також наприкінці серпня, після линьки. В цей час вони важать в середньому 620 г. Самиці важать найменше у березні і червні. Наприкінці зимового сезону, у березні, їх вага становить в середньому 520 г, а в червні, після сезону розмноження, становить 495 г. Найбільша вага, зафіксована у американського орябка, становить 840 г.
Загалом забарвлення американського орябка є пістрявим, і представлене складним візерунком з коричневих, сірих і охристих округлих плямок і краплеподібних смужок, які покривають верхню частину тіла. В оперенні існують дві морфи: сіра і коричнева. У представників сірої морфи верхня частина тіла є переважно сірувато-коричневою, нижня частина тіла світліша. У представників коричневої морфи забарвлення є переважно темним, буруватим, за винятком помітно світлішого, сірувато-коричневого хвоста. На кінці хвоста є широка, чорнувата смуга. Між двома морфами існують перехідні форми. У представників північних популяцій є більш поширеною сіра морфа, у представників південних — коричнева. Науковці прийшли до висновку, що співвідношення морф у окремих популяціях суттєво залежить від характеру попередньої зими. Сніжні зими сприяють поширенню у птахів сірої морфи. Встановлено також, що представники сірої морфи в середньому живуть довше за представників коричневої морфи.
Американські орябки мають кремезну будову тіла, крила у них короткі, широкі, округлі, шия коротка. Хвіст довгий, округлої форми, складається з 18 пер, може розкриватися у формі віяла. Дзьоб темно-коричневий, короткий, дещо вигнутий, тупий з загнутим кінчиком, його основа покрита пір'ям, які прикривають ніздрі. Лапи частково оперені, шпори на них відсутні. І у самців, і у самиць, на шиї є пучки видовженого пір'я, які можуть розпушуватися. На голові є чуб, який у самців є більшим ніж у самиць. Самиці відрізняються від самців несуцільною чорною смугою на кінці хвоста. У самців навколо очей є червонувато-оранжеві кільця, у самиць їхнє забарвлення не відрізняється від решти тіла. Крім того, пера, що ростуть у самиць на гузці мають одну округлу або овальної форми білу плямку, у самців на цих перах є дві або кілька великих білуватих плям.

## Підвиди
Виділяють тринадцять підвидів:
- B. u. yukonensis Grinnell, 1916 — від західної Аляски і Юкона до півдня Північно-західних територій і північно-західного Саскачевана;
- B. u. umbelloides (Douglas, 1829) — від південно-східної Аляски до східного Квебека, північно-західного Вайомінга і центрального Орегона;
- B. u. labradorensis Ouellet, 1991 — півострів Лабрадор;
- B. u. castanea Aldrich & Friedmann, 1943 — півострів Олімпія;
- B. u. obscura Todd, 1947 — північне Онтаріо;
- B. u. sabini (Douglas, 1829) — захід Канади і США (від південно-західної Британської Колумбії до північно-західної Каліфорнії;
- B. u. brunnescens Conover, 1935 — острів Ванкувер;
- B. u. togata (Linnaeus, 1766) — від південного Онтаріо і південного Квебека до північного Вісконсина, центрального Мічигана і центрального Нью-Йорка;
- B. u. mediana Todd, 1940 — Міннесота і південний Вісконсин;
- B. u. phaios Aldrich & Friedmann, 1943 — від південно-східної Британської Колумбії до півдня центрального Айдахо і східного Орегона;
- B. u. incana Aldrich & Friedmann, 1943 — від південно-східного Айдахо, Вайомінга і Північної Дакоти до центральної Юти і заходу Південної Дакоти;
- B. u. monticola Todd, 1940 — від південного Мічигана, Огайо і Пенсільванії до північної Джорджії;
- B. u. umbellus (Linnaeus, 1766) — від Нью-Йорка і Массачусетса до східної Пенсільванії і Нью-Джерсі.

## Поширення і екологія
Американські орябки мешкають в Сполучених Штатах Америки, в Канаді і на Алясці. Вони живуть в хвойних і широколистяних лісах, однак віддають перевагу мішаним лісам, особливо лісам американської осики (Populus tremuloides). Особливо помітно це на півночі, в тайзі, де американські орябки живуть лише у вузьких смугах в долинах річок, де представлена ця порода дерев. Сережки, бруньки і пагони американської осики є важливим зимовим кормом для цих птахів. На півдні ареалу американських орябків також часто можна зустріти у мішаних лісах з їх густим підліском, ніж у чисто широколистяних лісах. Американські орябки є осілими птахами, максимальна відстань між місцем, де був знайдений птах і місцем, де він був закільцьований, становить лише 19,3 км.

## Поведінка

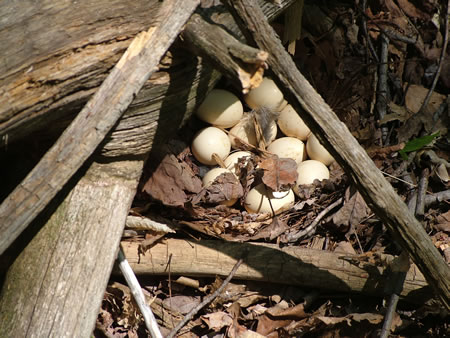
Кладка американського орябка

Взимку американські орябки живляться сережками, бруньками і пагонами різноманітних дерев і чагарників, зокрема ясена, берези, вільхи, яблуні, вишні і хмелеграбу. Раціон сильно залежить від регіонального поширення рослин. В Мінесоті, наприклад, крім американської осики, особливо важливу роль взимку відіграє Populus grandidentata. В Юті важливу роль відіграє американська черемха Prunus virginiana. В преріях Альберти, де зима є особливо морозною, 80% зимового раціону складають бруньки ясеню і верби.
Навесні раціон птахів розширюється, однак велику роль в ньому продовжують відігравати ті ж види рослин, що і взимку. Влітку до них додаються різноманітні ягоди, такі як малина, ожина, суниці, чорниці та інші. З серпня в раціоні знову починають домінувати ті види рослин, що і взимку. Тваринна їжа не відіграє важливої ролі в живленні дорослих птахів, і лише у виключних випадках становить понад 10% раціону. Однак у перші 2 тижні життя американські орябки живляться різноманітними безхребетними, зокрема мурахами, жуками, кониками і гусінню, не менш, ніж на 70%. Протягом 3 і 4 тижнів доля тваринної їжі поступово падає до 30%. Молоді орябки спочатку починають їсти траву, потім різноманітні ягоди і, врешті, переходять на бруньки і сережки дерев і чагарників.
Які і інші види орябків, американські орябки більшість часу проводять, лежачи на землі. Якщо їх застати зненацька, то вони злітають з гучним розмахом крил. Під час сніжної зими птахи проводять більшу частину доби в снігових сховках, виходячи з них лише вранці і ввечері. Дослідники спостерігали, як в Альберті американський орябок провів лише 16,4 хвилини на свіжому повітрі вранці, одразу після сходу сонця, перед тим як вирити собі новий сніговий прихисток. Другий раз він вийшов з нього після заходу сонця, і шукав їжу протягом 24,4 хвилин.
Ранньою весною у американських орябків починається токування. Самці американських орябків сидять на повалених стовбурах дерев і голосно хлопають широко розтавленими крилами. Кожне токування складається з 38-51 помахів крилами і триває 10-12 секунд. Самці махають крилами 3-4 рази протягом перших 2-3 секунд, після чого прискоюються до 20 хлопків в секунду, після чого знову сповільнюються. Коли повітря проходить крізь пера, фомрується гучний, глухий звук, який можна почути на відстані 400-500 м, при ясній погоді до 1 км.
Самиці гніздяться на землі, між корінням дерев, серед повалених стовбурів або під чагарником. Кладка в середньому складається з 11,5 білих, іноді легко поцяткованих темними плямками яєць. Якщо перша кладка буде втрачена, то друга кладка в середньому становитиме 7,5 яєць. Самиці відкладають яйця з різницею у 36 годин, вони починають насиджували після відкладення останнього яйця. Насиджують лише самиці. Вони зазвичай покидають кладку двічі на день, коли шукають їжу. Інкубаційний період триває приблизно 24 дні. Пташенята покриваються пір'ям через 10-12 днів після вилуплення.

## В культурі
Американські орябки є офіційним символом штату Пенсільванія. Ці птахи є важливим об'єктом полювання, яке зазвичай триває з вересня по січень, в залежності від регіону. Наприкінці 1990-х років, коли циклічний приріст популяції цих птахів досяг свого піку, лише в штатах Мічиган, Мінесота і Вісконсин мисливці щорічно відстрелювали понад мільйон американських орябків.